# アレルギー性鼻炎
アレルギー性鼻炎（アレルギーせいびえん、allergic rhinitis、略：AR）とは、発作性反復性のくしゃみ、水性鼻汁、鼻閉を主徴とする鼻粘膜のI型アレルギーである。
鼻アレルギー（nasal allergy）とも呼ばれるが、この場合は鼻粘膜における炎症である鼻炎以外、すなわち副鼻腔などを含む鼻におけるアレルギー疾患全般を指す。しかしながら、アレルギー性鼻炎と鼻アレルギーとはしばしば同義に用いられる。
鼻過敏症（hyperesthetic rhinitis）と呼ぶこともあるが、これはさらに広義であり、アレルギーの機序によらない鼻疾患、たとえば血管運動性鼻炎なども含む概念である。
アレルギー性鼻炎には通年性と季節性があり、後者の代表的なものに花粉症がある。空気が乾燥する季節に限って、鼻炎を起こすケースもある。
やや狭義および一般市民の間で用いられる意味でアレルギー性鼻炎と言った場合、通年性のアレルギー性鼻炎を指すことが多い。通年性アレルギー性鼻炎の代表的なものは、ダニによる鼻炎である。しかし、カビによる鼻炎も少なくないことがわかってきている。

## 診断
まずはアレルギー性鼻炎か、非アレルギー性鼻炎（血管運動性、薬剤性、感染性、内分泌性、閉塞性）かを鑑別する。これは病歴作成、身体所見、特異的IgE検査などを用いることがある。しかし頻度からいうと殆どがアレルギー性鼻炎である。アレルギー性鼻炎は通常、抗原量による季節変動性があり、家族歴、他のアレルギー疾患の病歴があることが多い。
耳鏡による鼻粘膜の外観、閉塞度、目、耳、肺の症状に注目し、診断していく。治療可能な症状としては鼻漏、鼻閉、くしゃみ、かゆみ、眼症状である。あくまで症状の緩和であり、アレルギー体質自体は治すことはできない。しかし、アレルギー性鼻炎の治療の多くは炎症を抑える治療であるため、鼻炎の症状を抑えることで他のアレルギー症状を緩和できる可能性があること、また加齢により治療が不要となる可能性がある。

## 治療
他のアレルギー疾患同様、抗原回避は非常に重要である。ハウスダストは空気中を舞っているわけではないのでカーペットなどを変更するといったことが効果的である。しかし、症状が出現しないほど抗原量が減るには相当時間がかかるので即効性は低い。

### 対症療法
| 薬剤のタイプ           | 鼻漏 | 鼻閉 | くしゃみ | かゆみ | 眼症状 |
| ---------------------- | ---- | ---- | -------- | ------ | ------ |
| 経口抗ヒスタミン薬     | ++   | ±    | ++       | ++     | ++     |
| 経口抗ロイコトリエン薬 | +    | ++   | +        | +      | +      |
| 点鼻抗ヒスタミン薬     | +    | ±    | +        | +      | －     |
| 点鼻ステロイド薬       | ++   | ++   | ++       | ++     | +      |
| 点鼻血管収縮薬         | －   | ++   | －       | －     | －     |
| 点鼻抗コリン薬         | ++   | －   | －       | －     | －     |
| 点鼻抗肥満細胞薬       | +    | +    | +        | +      | －     |

治療に関しては、ガイドラインが作成されている。まずは十分に症状、アレルギー反応を抑えて、徐々にステップダウンしていく方針をとられる。中心的な薬物は経口抗ヒスタミン薬である。急性の閉塞症状があるばあいは血管収縮薬を用いることもあるが、薬剤性鼻炎の原因となるため、使用は1週間程度にとどめる。また点鼻薬は基本的に鼻中隔に当てないように鼻の外側に噴射する。特に血管収縮薬、ステロイドでは鼻中隔穿孔が報告されている。アレルギー性結膜炎を合併した場合はザジテン点眼薬を用いることもある。

#### 経口抗ヒスタミン薬
鎮静作用がなく眠気が少ないものとしては、第三世代抗ヒスタミン薬であるアレグラやクラリチン (Loratadine) が用いられている。眠気は強いものの抗ヒスタミン作用の強いものとして、第二世代抗ヒスタミン薬であるジルテック (Cetirizine hydrochloride) 、アレロック、タリオンが用いられる。

#### 経口抗ロイコトリエン薬
ロイコトリエン拮抗薬（英: Leukotriene antagonist）とも呼ばれる。
オノンやキプレス・シングレアが用いられることが多い。鼻閉に対しては抗ヒスタミン薬よりも有効であるが点鼻ステロイドよりは効果が落ちるといわれている。アレルギーの発症にロイコトリエンD4が関与しない患者ではまったく効果を示さず、おおむね60％の患者で効果を示すといわれている。作用発現に2週間ほどかかるため、持続的鼻閉感を訴えるアレルギー性鼻炎の患者で好んで用いられることが多い。

#### 点鼻抗ヒスタミン薬
眼症状がない軽症の患者や経口薬を増やしたくない時に用いる。フマル酸ケトチフェン点鼻薬が良く用いられる傾向がある。

#### 点鼻ステロイド薬
初期は定期的に処方し、症状が落ち着いたら頓用に切り替える。抗ヒスタミン薬と併用することで使用量を減らす場合が多い。ステロイド点鼻薬は、くしゃみ・鼻汁・鼻閉の症状全てに効果があり、抗ヒスタミン薬の眠気の副作用もないため、季節性アレルギー性鼻炎に対して強く推奨されている薬であり、第一選択薬とする意見もある。フルナーゼを一日2回や、ナゾネックス・アラミストを1日1回を使用する。
花粉症（季節性アレルギー性鼻炎）の鼻汁・鼻閉・くしゃみの主症状に対して、内服の抗ヒスタミン薬よりもステロイド点鼻薬の方が効果は高いとされている。

#### 血管収縮薬
血管収縮薬（英: Vasoconstrictor）とは、中枢性あるいは末梢性に作用して血管収縮を引き起こす薬物の総称。
硫酸テトリゾリン、トラマゾリン、ナファゾリンという薬がよく用いられる。肥厚性鼻炎の原因となるため1週間以上の使用は推奨されない。通常は3日間の使用で十分である。ナーベルは1日3回まで1回につき2プッシュという制約がかかることが多い。使いすぎると鼻甲介がはれ上がって逆効果になる。結果、薬剤性鼻炎を引き起こし、さらに症状が悪化することになる。必ず使用頻度を守る必要があり、習慣化しないことである。以下の成分が血管収縮薬の成分である。
- ナファゾリン塩酸塩
- テトラヒドロゾリン塩酸塩
- フェニレフリン塩酸塩
- エフェドリン塩酸塩

#### 点鼻抗肥満細胞薬
リパーゼ阻害薬（英: Lipase inhibitors）とも呼ばれる。作用時間が短いため就寝前、起床時、外出30分前を含め、1日6回投与する。インタールスプレーがよく用いられる。小児では扱える抗ヒスタミン薬が少ないためよく用いられる傾向がある。
- 漢方薬（小青竜湯など） - 効能に個人差がある[4]。

#### オマリズマブ
生物学的製剤の注射薬。対象は、重症のスギ花粉症のみで、12歳以上。

#### 用手手技
- アレルギー性鼻炎の鼻汁を止める手技: 鼻汁が出ている方とは反対側の腋窩をしばらく押さえていると鼻汁が止まる。腋窩を圧迫することで、交感神経叢を圧迫し、鼻汁の分泌が止まるといわれている。

#### 日常生活での工夫
空気清浄機や加湿器で室内環境を整え、マスクの着用でアレルゲンの吸入を防ぎ、鼻うがいや蒸気吸入は鼻腔内を清潔に保つ。また、ヨガや深呼吸でリラックスし、副交感神経を刺激することで症状が和らぐ場合もある。

### 根治療法

#### 舌下免疫療法
アレルギー反応を起こしにくい体質に改善する治療法。対象は、スギ花粉によるアレルギー性鼻炎とダニによるアレルギー性鼻炎。1日1錠を毎日服用し、3〜5年継続。対象年齢は、5歳以上 。

#### 減感作療法
アレルギー性鼻炎の積極的な治療を希望する患者に対しては、スギ花粉やダニの抗原によるアレルゲン免疫療法（減感作療法）をすることで、症状の治癒や予防が期待できると結論付けている医師もいる。

#### 急速減感作療法
減感作療法は多くの月日や根気を要するため急速減感作療法を一週間入院することを前提として、集中的に行われる方法が埼玉医科大学等で行われている。この際は急なショックを抑えるため、厳重監視下で実施される。

### 手術療法
レーザー治療、高周波電気凝固、ラジオ波凝固、科学的粘膜焼灼術などがある。これらは、アレルギー性鼻炎の主な病変部位であるところを焼き、アレルギー反応を抑えることを目的としている。
また入院を前提とはするものの、根治を目的とする後鼻神経切断術などが注目されている。

### 皮膚外用療法
中国において三九灸という治療が行われており、短時間でアレルギー性鼻炎を直すことができるとされている。これは、天灸(冷灸)の一つであり、毒成分のプロトアネモニンを含む薬草から作った発泡薬を背中のツボに張るというものである。

## 小児の鼻炎
小児の慢性鼻炎は適切な治療を受けないと中耳炎、副鼻腔炎といった合併症や発育障害や顔面の伸長化がみられるため注意が必要である。小児の場合は扱える薬品に制限が加わるため、経口抗ヒスタミン薬としてはザジテン、抗肥満細胞薬としてインタールが治療の中心となることが多い。